# SK Juda Makabi Novi Sad
Sportski klub Juda Makabi Novi Sad bio je srbijanski sportski klub iz Novog Sada. Bio je klub Židova.
Ideja o osnutku kluba nastala je među židovskim austro-ugarskim oficirima koji su bili vojni zarobljenici u Rusiji tijekom Prvog svjetskog rata.
Osnovan je u rujnu 1920. Prvotno je imao samo nogometnu sekciju. Prvi predsjednik bio je Matija Levi.
Godine 1925. imao je gimnastičku, hazenašku, lakoatletsku, nogometnu, plivačku i teškoatletsku sekciju.
Klupske boje 1932. bile su plava i bijela.